# 대구 파계사 원통전
대구 파계사 원통전(大邱 把溪寺 圓通殿)은 대구광역시 동구, 파계사에 있는 조선시대의 건축물이다. 1984년 7월 25일 대구광역시의 유형문화재 제7호로 지정되었다가, 2014년 12월 29일 대한민국의 보물 제1850호로 승격되었다.

## 개요
파계사는 창건에 관한 기록이 확실치 않으나 신라 애장왕 5년(804년) 심지왕사(心地王師)가 창건하였다고 전한다. 팔공산 자락에 원통전과 진동루가 남북 축을 이루면서 좌우 건물이 위치한 전형적인 산지 가람 배치를 이루고 있으며, 중심 전각인 원통전은 근래 발견된 원통전 상량 묵서에 의해 1605년에 공사를 시작하여 이듬해인 1606년에 공사를 마친 것임을 알 수 있다.
원통전은 정면 3칸, 측면 3칸으로 구성하고 내부에는 마루를 깔았다. 기단의 가구와 'ㄱ'자형 귀틀석의 모습 및 기법은 《영주 부석사 무량수전》과 유사한 것으로 보아 건물의 창건 당시인 신라 시기까지 올려 볼 수 있는 고식으로 보인다.
불상이 모셔진 수미단에는 수미산을 상징하는 각종 문양이 투각되어 있는데, 이들 중 봉황과 학은 국가 안녕과 왕손들의 수명 장수를 기원하기 위하여 새긴 것으로 《대구 파계사 건칠관음보살좌상 및 복장유물》(보물 제992호) 내부 복장에서 발견된 발원문과 영조대왕 도포와 함께 파계사가 왕실의 원당임을 읽게 하며, 일반적인 수미단에 비해 수작으로 평가된다. 공포의 구성은 내외출목수가 2출목으로 같으며 첨차 상부에 공안(栱眼)이 설치된 것이 있어 고식의 흔적이 보인다. 창호는 정면 3칸에 모두 설치하였다. 배면 양협 칸에는 상인방에 문선과 중간 기둥 흔적이 있는 것으로 보아 쌍여닫이 판문이 있었을 것으로 추정된다.
파계사 원통전은 상량문 묵서에 의해 1606년 중창되었음이 밝혀진 건물로 고식의 기단을 비롯한 17～18세기의 건물에서 나타나는 다포맞배 건물의 전형적인 공포형식의 특징을 비교적 잘 간직하고 있을 뿐만 아니라 왕실의 원당임을 입증할 수 있는 각종 유물이 온전히 보전되어 있어 국가지정문화재 보물로서의 가치가 있다.

## 같이 보기
- 파계사
- 대구 파계사 원통전 수미단 (대구광역시 유형문화재 제73호)

## 참고 자료
- 대구 파계사 원통전 - 국가유산청 국가유산포털